# François-Martin Poultier
 (avril 2019).
Si vous disposez d'ouvrages ou d'articles de référence ou si vous connaissez des sites web de qualité traitant du thème abordé ici, merci de compléter l'article en donnant les références utiles à sa vérifiabilité et en les liant à la section « Notes et références ».
François-Martin Poultier d'Elmotte, né le 31 décembre 1753 à Montreuil (Pas-de-Calais), mort le 16 février 1826 à Tournai (Belgique), est un homme politique français.

## Biographie
Il est le fils de Charles-Nicolas-Rémi-Thomas Poultier, procureur-notaire, et de Françoise-Gabrielle Lambert.
Poultier commence par servir dans la Maison du Roi. Sous-lieutenant au régiment de Flandre en 1770, il quitte bientôt l'armée. 
Au début de l'année 1776, il entre comme commis à l'intendance de Paris, d'où il est renvoyé pour avoir abusé du contre-seing de l'intendant dans le but de faire circuler des nouvelles manuscrites. Il devient « commis de Goupil, inspecteur de la Librairie ».
Il se fait alors acteur au théâtre des élèves de l'Opéra. Puis "il entre aux Bénédictins de Meaux où il fait son noviciat et prononce ses vœux". Il devient professeur de mathématiques au collège de la congrégation à Compiègne. En 1789, on le retrouve dans un couvent de Laon.
Sous la Révolution, dont il embrasse les idées, il abandonne la vie monastique et devient lieutenant de la garde nationale de Montreuil (21 juillet 1789). Il se marie puis il reprend service dans le 2e bataillon de volontaires du Pas-de-Calais. 
En septembre 1792, le département du Nord l'élit député à la Convention nationale, le 10e sur 12. Poultier siège à la Révolution et, lors du procès du roi, vote la mort. Le 10 février 1793, il s'oppose à l'amnistie proposée par Lanjuinais (qu'il traite de contre-révolutionnaire). Le 27 juin, il fait rendre un décret, au nom du comité de guerre, ordonnant la levée de 30 000 cavaliers, pour laquelle chaque département fournira le dixième de ce qu'il a fourni au recrutement de l'infanterie. Le 25 juin, il est choisi pour une mission à Marseille avec Rovère. À Avignon en septembre, il décrète (2 frimaire an II (22 novembre 1793)) la démolition des fortifications de la ville et, de Beaucaire, se plaint, le 13 octobre, de l'inexpérience des agents du comité de salut public. De retour à Paris en novembre, il rend compte de sa mission à la Convention (8 frimaire) et fait décréter (8 pluviôse), au nom des comités de salut public, de guerre, de législation et d'aliénation, la démolition des châteaux-forts. Le 18 nivôse, il combat la suppression des franchises des ports de Marseille, de Dunkerque et de Bayonne.
Le 9-Thermidor, il prend parti contre Robespierre, lui criant, alors que l'Incorruptible fait de vains efforts pour se faire entendre : « Tu auras la parole sur l'échafaud. »
Chargé le 8 pluviôse an III (27 janvier 1795) d'aller surveiller le ravitaillement de l'armée d'Italie, il s'aventure aux environs de Toulon, où il est capturé par des rebelles (6 prairial), le jour même où la Convention annule ses pouvoirs. Libéré après le 13 vendémiaire, Poultier est envoyé dans les départements du Cantal, de l'Ardèche et de la Haute-Loire pour rétablir l'ordre. De retour à Paris, il est l'objet de vives attaques et fonde, pour se défendre, L'Ami des lois, qui a bientôt un assez large public.
Le 23 vendémiaire an IV (15 octobre 1795), il est élu député du Nord au Conseil des Anciens, par 316 voix sur 620 votants. À l'assemblée, comme dans son journal, il se montre tout dévoué au Directoire exécutif. Le 12 nivôse, il appuie la création d'un ministère de la police. Accusé par Bérenger de provoquer dans L'Ami des lois à l'égorgement des membres des Conseils, il s'oppose, le 29 vendémiaire, à la déportation en masse des nobles et nie, le 23 floréal, être l'auteur de la Pétition des rois de l'Europe.
Sorti du Conseil lors du renouvellement suivant, il obtient d'être nommé, le 22 prairial an IV (10 juin 1796), chef de brigade de la gendarmerie dans les départements réunis du Rhin.
Le 25 germinal an VIII (15 avril 1800), Poultier est élu député du Pas-de-Calais au Conseil des Cinq-Cents. Fouché fait interdire L'Ami des lois, que Poultier fait reparaître sous un autre nom.
Ayant apporté son soutien au coup d'État du 18 brumaire, il est choisi par le Sénat conservateur, parmi la liste des candidats au Corps législatif, député du Nord. En l'an X, le premier Consul, qui avait connu Poultier à Marseille, le nomme commandant de la place d'armes de Montreuil avec le grade de colonel, avant de le faire chevalier de la Légion d'honneur (1er germinal an XII (22 mars 1804)).
À son retour en France en 1814, Louis XVIII passe par Montreuil ; Poultier lui remet les clefs de la place. Il n'en est pas moins mis à la retraite, quelques jours après. Demandant sa réintégration, pendant les Cent-Jours, il l'obtient et fait exiler à Guéret (Creuse) quelques royalistes lillois. Le 13 mai 1815, l'arrondissement de Montreuil l'élit représentant au Corps législatif par 35 voix sur 67 votants, contre 32 voix à M. Enlart, ancien député. Son rôle est assez modeste dans cette courte législature.
La Seconde Restauration le prive de son emploi. Une note officielle révèle qu'à l'époque, il jouit de 6 000 francs de rente, en plus de sa retraite. Il est depuis quelques jours en surveillance à Nesles quand est promulguée la loi du 12 janvier 1816 sur les régicides. En conséquence, il quitte la France le 13 février 1816 et se retire à Tournai, en Belgique, où son gendre, M. Boillard, officier au service de la Hollande, était en garnison. Il y meurt dix ans après. Ramenés en France, ses restes sont inhumés à Paris, au cimetière du Père-Lachaise.

## Œuvre
- Discours décadaires pour toutes les fêtes de l'année républicaine, Paris, ans II—III.

## Sources
- Archives Nationales, base Leonore, dossier de Légion d'honneur de François Martin Poultier, LH/2212/73.